# Til Stede
|  | Denne artikel er oprettet af botten Steenthbot ud fra en ekstern database. Den kan derfor have sproglige fejl eller mangler. Denne skabelon kan fjernes efter kontrol af indholdet. |

Til Stede er en dansk kortfilm fra 2013 instrueret af Alexander Bak Sagmo efter eget manuskript.

## Handling
Gennem to karakterer - en mand og en kvinde - bevæger vi os gennem Aarhus. De to bevæger sig hver for sig i et afsøgende univers, hvor sanser og indtryk opfanges i de billeder, vi ser. Er det noget vi kender fra os selv? Hvad er det vi søger efter?